# Tarsostenodes simulator
Tarsostenodes simulator là một loài bọ cánh cứng trong họ Cleridae. Loài này được Blackburn miêu tả khoa học năm 1900.